# Luteinizacja
Luteinizacja – przekształcenie pęcherzyka jajnikowego w ciałko żółte następujące po owulacji pod wpływem hormonu luteinizującego